# Cofre de Perote
A Cofre de Perote (jelentése: Perote ládája) alvó vulkán Mexikó Veracruz államának középső részén, Perote és Xico községek határán. Másik, navatl nyelvből származó elnevezése: Nauhcampatépetl, melynek jelentése négyoldalú hegy. Mindegyik név a csúcson emelkedő, téglatestszerű kőképződményre utal.

## Földrajz
A Cofre de Perote a Vulkáni-kereszthegység keleti végén emelkedő, 4282 m magas, andezites-dácitos kőzetekből álló pajzsvulkán, mely a pleisztocén korban alakult ki, és szerkezetében nagy mértékben eltér a környező rétegvulkánoktól. Ládára emlékeztető alakú csúcsát a jég alakította ki. A legújabb lávaömlések nyomai az északi és északkeleti oldalain figyelhetők meg, de a szénizotópos kormeghatározás szerint ezek is már legalább 900 évesek. A hegy tetejére számos távközlési létesítményt (antennákat) építettek.

## Cofre de Perote Nemzeti Park
A hegy körül 1937. május 4-én hozták létre a Cofre de Perote Nemzeti Parkot. Területe 117 km², négy község (Acajete, Ayahualulco, Perote és Xico) területére nyúlik be.
Jellemző növényei a Montezuma-fenyő, a Pinus pseudostrobus, a Pinus teocote, a mexikói szomorúfenyő, a mexikói fehérfenyő, a Pinus nubicola, a Pinus hartwegii, a Pinus oaxacana, a mexikói diófenyő, és az Abies hickelii nevű fenyők, a Bacchalis conferta nevű, őszirózsafélékhez tartozó cserje, az Arbutus xalapensis nevű, hangafélékhez tartozó fa, a Juniperus monticola nevű boróka, a Muhlenbergia macroura nevű perjevirágú fűféle és az Alnus jorullensis nevű égerféle.
Állatai közül említésre érdemes a prérifarkas, a vörös hiúz, a szürkeróka, az észak-amerikai macskanyérc és a Perote-ürge (Spermophilus perotensis).

## A hegy megmászása
A hegyre az év bármelyik időszakában viszonylag könnyen fel lehet jutni, kedvező időjárás esetén akár autóval is felmehetünk a csúcs közvetlen közelébe. Júliustól októberig tart az esős évszak, ekkor főként délutánonként nagyon gyakori a csapadék, de korán indulva megjárható az út úgy is, hogy még ne kezdődjön el a délutáni eső, mire visszaérünk. Télen valamivel hidegebb van, de kevesebb a csapadék. A belépés a területre ingyenes.
A legkönnyebb út Perote városából indul, és a 3270 m tengerszint feletti magasságban fekvő El Conejo falu irányába vezet, ahova buszok is járnak. A faluból egy kék jelzés vezet a nemrég felépült üdülőközponthoz (30-40 perces út), innen 3-4 óra alatt gyalog felérhetünk a csúcsra. A csúcson emelkedő hatalmas „kőládára” betonlépcsők vezetnek fel.